# 8213: Gacy House
8213: Gacy House, conosciuto anche come Paranormal Entity 2, è un film del 2010 diretto da Anthony Fankhauser.
Film horror statunitense girato in stile falso documentario uscito nel settembre 2010 in America, è il sequel di Paranormal Entity.

## Trama
Dopo che la casa di John Wayne Gacy fu demolita, ne fu ricostruita un'altra. Così, un gruppo di ghost hunters decide di investigare per accertare se c'è attività paranormale. Nessuno dei componenti del gruppo si salva. In seguito verranno mostrate le riprese effettuate dalla loro telecamera.

## Distribuzione
Il film è stato distribuito dalla The Asylum, famosa per i suoi numerosi mockbuster. Questo film è infatti il mockbuster del famoso Paranormal Activity 2.
È inedito in Italia.

## Accoglienza
8213: Gacy House è stato stroncato dalla critica ed è considerato di gran lunga peggiore del suo predecessore, nonostante anch'esso sia stato mal accolto.

## Sequel
Il sequel di 8213: Gacy House è Paranormal Entity 3: The Exorcist Tapes.